# Partit perfecte
En beisbol, un partit perfecte és aquell en què un llançador aconsegueix una victòria sense que cap batedor de l'equip rival arribi a base. Això implica que durant tot el partit el llançador no concedeixi cap batada, base per boles, tercer strike no entomat, ni toqui el batedor amb un llançament, que el receptor no realitzi cap interferència defensiva i que cap jugador de camp cometi un error que permeti al batedor arribar a base. Dels prop de 240.000 partits de la història de la Major League Baseball només 24 han estat perfectes –22 dels quals a l'era moderna– i a la lliga japonesa de beisbol sols n'hi ha hagut 17 en gairebé 90 anys d'història; per tant, un partit perfecte és una de les proeses més atípiques i meritòries del beisbol.
Només aspiren a ser partits perfectes els que duren almenys nou entrades; els partits escurçats per condicions meteorològiques o qualsevol altre motiu no aspiren a ser-ho. Tampoc ho són els partits en què un batedor arriba a base en una entrada suplementària. Segons la definició formal de partit perfecte, no és necessari que un partit perfecte sigui a càrrec d'un sol llançador; si diversos llançadors es relleven per mantenir les bases buides, també comptaria com a partit perfecte. Tanmateix, no és habitual: a l'MLB tots els partits perfectes han estat a càrrec d'un únic llançador i a la lliga japonesa només n'hi ha hagut un a càrrec de dos llançadors, a les finals de 2007. (Encara que la lliga japonesa té un criteri particular que determina que un partit perfecte ha de ser necessàriament a càrrec d'un llançador, per la qual cosa no el compta oficialment.)
Per definició, un partit perfecte també és un no-hitter (un partit en què l'equip rival no aconsegueix cap batada) i un shutout (un partit en què l'equip rival no aconsegueix cap carrera), dues gestes molt més freqüents que un partit perfecte però igualment rellevants.

## Major League Baseball

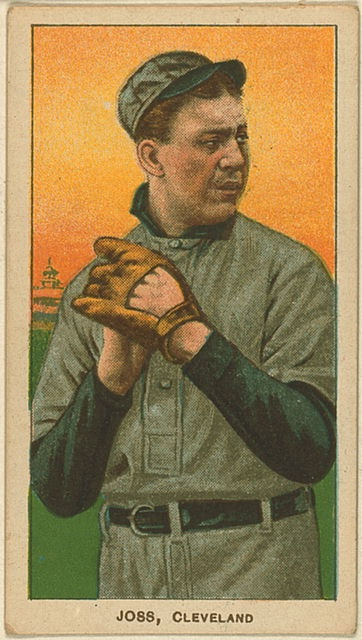
Addie Joss va aconseguir un partit perfecte el 1908. Amb només 74 llançaments, es tracta del partit perfecte més eficient de la història de la Major League Baseball.

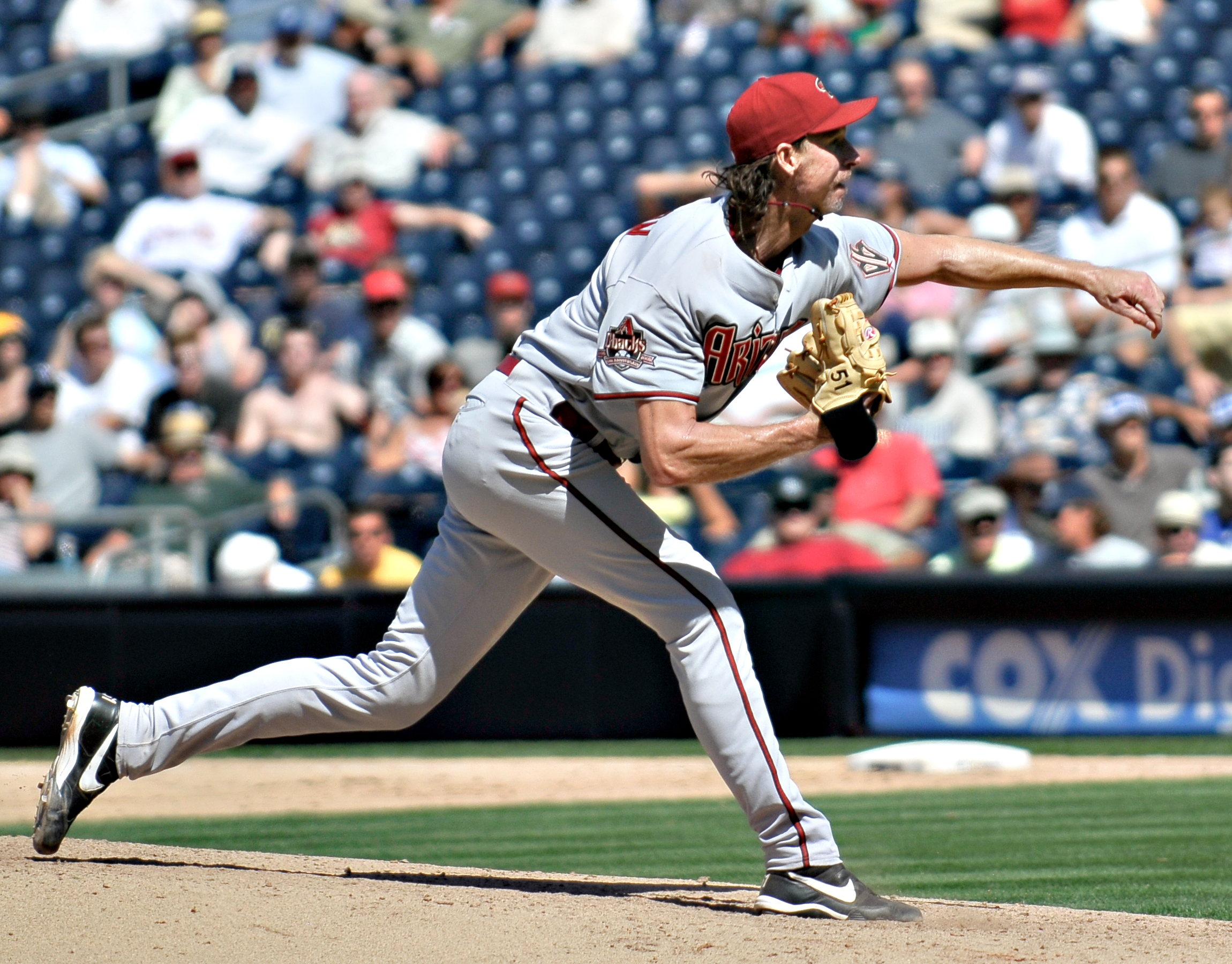
Randy Johnson va aconseguir un partit perfecte amb 40 anys i 256 dies d'edat, convertint-se en el llançador més veterà de la història de l'MLB en aconseguir-lo

Hi ha hagut un total 24 partits perfectes a les lligues majors nord-americanes. Dos d'aquests 24, aconseguits als dies primerencs de l'esport, sovint reben una consideració a part per com de diferents eren les normes respecte les d'avui. Al 1880, l'any en què es van aconseguir els dos partits perfectes en qüestió, les normes de llançament eren més restrictives, es llançava la pilota des de més a prop del batedor, la base per boles s'aconseguia amb vuit boles en lloc de quatre i tocar el batedor amb un llançament no l'avançava automàticament a primera base, entre d'altres. El 12 de juny, Lee Richmond, dels Worcester Ruby Legs, va aconseguir el primer partit perfecte de la història de les lligues majors i John Montgomery Ward, dels Providence Grays, va aconseguir el segon cinc dies després.
El 5 de maig de 1904, Cy Young va aconseguir el primer partit perfecte de l'era moderna, en què les normes de l'esport ja eren molt semblants a les actuals, llançant pels Boston Americans. La temporada 2012 de l'MLB va ser anòmala, ja que es van aconseguir tres partits perfectes dels 22 de l'era moderna. Els New York Yankees tenen el rècord de més partits perfectes de les grans lligues, amb un total de quatre; entre ells, hi ha l'únic partit perfecte aconseguit a la posttemporada, llançat per Don Larsen en el 5è partit de les Sèries Mundials de 1956, i el partit perfecte més recent, llançat per Domingo Germán el 28 de juny de 2023.

### Llista de partits perfectes
L'equip local s'indica amb un asterisc (*).
| Data                   | Llançador            | Equip                 | Resultat | Equip rival            |
| ---------------------- | -------------------- | --------------------- | -------- | ---------------------- |
| 12 de juny de 1880     | Lee Richmond         | Worcester Worcesters* | 1–0      | Cleveland Blues        |
| 17 de juny de 1880     | John Montgomery Ward | Providence Grays      | 5–0      | Buffalo Bisons         |
| 5 de maig de 1904      | Cy Young             | Boston Americans*     | 3–0      | Philadelphia Athletics |
| 2 d'octubre de 1908    | Addie Joss           | Cleveland Naps*       | 1–0      | Chicago White Sox      |
| 30 d'abril de 1922     | Charlie Robertson    | Chicago White Sox     | 2–0      | Detroit Tigers*        |
| 8 d'octubre de 1956    | Don Larsen           | New York Yankees*     | 2–0      | Brooklyn Dodgers       |
| 21 de juny de 1964     | Jim Bunning          | Philadelphia Phillies | 6–0      | New York Mets*         |
| 9 de setembre de 1965  | Sandy Koufax         | Los Angeles Dodgers*  | 1–0      | Chicago Cubs           |
| 8 de maig de 1968      | Catfish Hunter       | Oakland Athletics*    | 4–0      | Minnesota Twins        |
| 15 de maig de 1981     | Len Barker           | Cleveland Indians*    | 3–0      | Toronto Blue Jays      |
| 30 de setembre de 1984 | Mike Witt            | California Angels     | 1–0      | Texas Rangers*         |
| 16 de setembre de 1988 | Tom Browning         | Cincinnati Reds*      | 1–0      | Los Angeles Dodgers    |
| 28 de juliol de 1991   | Dennis Martínez      | Montreal Expos        | 2–0      | Los Angeles Dodgers*   |
| 28 de juliol de 1994   | Kenny Rogers         | Texas Rangers*        | 4–0      | California Angels      |
| 17 de maig de 1998     | David Wells          | New York Yankees*     | 4–0      | Minnesota Twins        |
| 18 de juliol de 1999   | David Cone           | New York Yankees*     | 6–0      | Montreal Expos         |
| 18 de maig de 2004     | Randy Johnson        | Arizona Diamondbacks  | 2–0      | Atlanta Braves*        |
| 23 de juliol de 2009   | Mark Buehrle         | Chicago White Sox*    | 5–0      | Tampa Bay Rays         |
| 9 de maig de 2010      | Dallas Braden        | Oakland Athletics*    | 4–0      | Tampa Bay Rays         |
| 29 de maig de 2010     | Roy Halladay         | Philadelphia Phillies | 1–0      | Florida Marlins*       |
| 21 d'abril de 2012     | Philip Humber        | Chicago White Sox     | 4–0      | Seattle Mariners*      |
| 13 de juny de 2012     | Matt Cain            | San Francisco Giants* | 10–0     | Houston Astros         |
| 15 d'agost de 2012     | Félix Hernández      | Seattle Mariners*     | 1–0      | Tampa Bay Rays         |
| 28 de juny de 2023     | Domingo Germán       | New York Yankees      | 11–0     | Oakland Athletics*     |